# Informations structurées
En informatique, les informations structurées sont des informations qui figurent dans  les bases de données et les langages informatiques. On reconnaît les informations structurées au fait qu’elles sont disposées de façon à être traitées automatiquement et efficacement par un logiciel, mais pas nécessairement par un humain.
Par exemple les informations « nom » et « salaire » figurant dans une ligne de code Java sont structurées. Par contre, le nom et le salaire sont des informations non structurées s'ils apparaissent dans un texte. De la même manière, un film ou un fichier audio, destinées à être lues par des humains, sont des informations non structurées. Toutefois, ces documents multimédias sont souvent accompagnés de métadonnées qui permettent de spécifier le compositeur, le réalisateur, l'interprète, etc. En ce sens, ces fichiers comprennent aussi des informations structurées.

## Cas d'un courriel
Un courriel se présente comme suit :
```
--------------------------------------
Sujet : résultats d'analyse
De : Jean Dupont
Date : 01/04/2011 10:21
Pour : Daniel Lemire
Copie à :
--------------------------------------
Bonjour Monsieur,

Vous trouverez ci-joint le fichier contenant les résultats d'analyse.

Cordialement.

Jean Dupont.
```

Ce courriel contient une combinaison pratiquement égale d’informations non structurées (le corps du message) et d’informations structurées (sujet, expéditeur, date, destinataire, etc.). Une partie du courriel s’adresse à un humain et l’autre, à une machine.